# جانی ادواردو
جانی ادواردو (انگلیسی: Johnny Eduardo؛ زادهٔ ۳ اوت ۱۹۷۸ ‏(۴۶ سال)) ورزشکار هنرهای رزمی ترکیبی اهل برزیل است. وی از سال ۱۹۹۶ میلادی تاکنون مشغول فعالیت بوده‌است.